# 吹原産業事件
吹原産業事件（ふきはらさんぎょうじけん）とは、1965年（昭和40年）4月21日に表面化した、三菱銀行（現：三菱UFJ銀行）を巻き添えにした超大型金融犯罪のことである。捜査の過程で田中彰治衆議院議員（当時）の汚職が発覚し、黒い霧事件の発端ともなった事件である。（詳細は「黒い霧事件 (政界)#田中彰治事件」を参照）

## 概要
1964年の自民党総裁選挙は3選を目指す池田勇人と、これを阻止しようとする佐藤栄作が激突し、当時のカネで100億円以上が乱れ飛び、史上最もカネに汚れた総裁選挙といわれた。
池田内閣の官房長官を務め、池田の側近中の側近である黒金泰美は、この総裁選挙で池田派の資金作りを主担し、それを貸しビル会社・吹原産業社長の吹原弘宣と、森脇文庫を経営する森脇将光が手伝った。吹原は政財界の裏側をわたり歩いたフィクサーで、闇金融王の森脇とのつながりを売りに政界で人脈を広げ、設立した吹原産業で黒金は大株主として名を連ねた。
黒金は資金集めに奔走するが、これまでの銀行や証券会社、鉄鋼メーカーから期待したほどのカネを集めることができなかった。その一方で、佐藤派には資金集めの天才である田中角栄がおり、中間派や無派閥にカネをばらまき、一本釣りを続けていた。焦る黒金を尻目に、1964年10月16日、吹原は三菱銀行長原支店を訪れ支店長に「自民党が本部に持っている資金30億円を長原支店に預金したい。見返りに、三菱銀行の宇佐美洵頭取と黒金官房長官の間で60億円の融資が決まった。公にできないことなので、宇佐美頭取の腹心がいる、この支店が使われることになった」と言い、黒金の実印が押してある念書と印鑑証明書を見せ、額面10億円と20億円の通知預金証書をだまし取った。
森脇から536億円もの借金をしていた吹原は、同10月5日、返済の一部として大和銀行（現：りそな銀行）京橋支店が振り出した額面30億円の預金小切手（預手）を森脇に差し出す。その2週間後、吹原は森脇のもとに行き「自民党総裁選挙のため黒金がカネを欲しがっている。先日渡した大和銀行の30億円の小切手を三菱銀行長原支店に通知預金して欲しい。そのかわり、三菱銀行の通知預金証書を預ける。三菱銀行の宇佐美頭取と黒金の間で政治的に60億円の融資が決まっているから、その証書で30億円を下ろすことができる」と告げる。1965年3月、森脇は通知預金証書を長原支店に持参し、30億円を現金化しようとするが、支店長から「それはだまし取られたもので、預金がないからおろせない」と拒否される。
東京地検特捜部は、1965年4月に吹原を、翌月に森脇を逮捕する。森脇は、当初この事件に被害者として登場し、吹原から受け取ったという三菱銀行長原支店発行の通知預金証書、黒金の実印が押してある「黒金念書」を証拠として特捜部に提出。この「黒金念書」の実印は本物と確認された。
特捜部は「森脇は吹原と共謀して、吹原が預かっていた黒金の実印を悪用して「借りたカネを責任をもって返済する」と書き込んだ「黒金念書」を偽造した。「黒金念書」で相手を信用させ、三菱銀行長原支店から通知預金証書を詐取した。これを使いカネを脅し取ろうとしたが失敗した」と見立て2人を起訴した。だが、この森脇を主犯とする筋書きには無理があり、森脇が主犯なら、なぜ、わざわざ偽造した「黒金念書」などを特捜部へ提出したのかは理解できないといわれ、東京高裁の控訴審判決でも念書偽造については「森脇が共謀したとは認められない」と吹原単独犯を示した。最高裁も二審の判断を支持し、1980年8月に吹原の懲役9年、森脇の懲役5年・罰金3億5000万円、森脇文庫の罰金4億5千万円の判決が確定した。この事件では児玉誉士夫が30億円の通知預金証書問題を解決するフィクサーとして登場し、検察側の証人として法廷に立ち「証言を変えるよう森脇と田中彰治から脅された」と述べている。
実刑確定によって2人は収監されるが、森脇は翌年10月、病気のため執行停止となって出所、1989年12月に昭和天皇崩御に伴う特別恩赦で刑の執行免除され、1991年6月2日に死去した。また池田の側近で大成が期待された黒金もその後は目立った活躍もなくなり、黒い霧解散と言われた1967年の総選挙は乗り切ったものの、1969年の総選挙では落選。その後1972年の補欠選挙で返り咲くが、1976年の総選挙で再び落選後、食道がんを患い政界から引退した。